# Pandaros (Sohn des Neoptolemos)
Pandaros (altgriechisch Πάνδαρος Pándaros) ist in der griechischen Mythologie ein Sohn des Neoptolemos und der Leonassa. Väterlicherseits war er folglich ein Enkel des Achilleus.
Er ist einzig bei dem um 200 v. Chr. schreibenden Mythographen Lysimachos genannt, der als Namen der Mutter Leonassa angibt. Üblicherweise heißt die Gemahlin des Neoptolemos hingegen Lanassa. 
Pandaros war laut Lysimachos Bruder oder Halbbruder des Argos, des Pergamos, des Dorieus, des Eraos, des Eurymachos, der Danaë und der Troas. Viele der genannten Geschwister werden ebenfalls nur in den Lysimachos zugeschriebenen Überlieferungen erwähnt.